# Buick Blackhawk
La Buick Blackhawk est un cabriolet concept rétro 2+2 construit par Buick en 2003. Sa calandre est inspiré par les voitures Buick de 1939 et le concept-car Buick Y-Job, tandis que sa carrosserie est principalement basée sur la Buick Roadmaster de 1948. Elle comprend un toit rigide rétractable, des poignées de porte affleurantes et des phares escamotables.
La Blackhawk est propulsé par un V8 Buick GS Stage III de 7,5 L de cylindré datant de 1970, celui-ci produisant 463 ch (340,53592125 kW)  à 4600 tr/min et 690 N.m de couple à 4 200 tr/min. L'accélération de la voiture de 0 à 100 km/h est en dessous de cinq secondes. Le moteur est couplé à une transmission automatique à quatre vitesses robotisée.
Le véhicule est entièrement fabriqué à la main, y compris la capote et le cadre en fibre de carbone. Le système de rétraction est de plus fait à la main. Le Blackhawk est également doté d'une suspension entièrement indépendante, d'un accès sans clé et d'un double échappement de 3 po (7,62 cm) de diamètre. Le véhicule dispose également de jantes de 18 po (45,72 cm)  cinq branches avec pneus haute vitesse classés Z. L'intérieur est basé sur la Buick Riviera de 1996 et possède un GPS intégré.
La voiture est apparue dans le film Bad Boys II . Elle a été conduite par l'acteur Will Smith.
Le 17 janvier 2009, elle a été vendu pour 522 500 $ par Barrett-Jackson. 